# William Francis Patrick Napier
William Francis Patrick Napier (Celbridge, cerca de Dublín, 7 de diciembre de 1785 — Clapham, 12 de febrero de 1860) fue un general e historiador británico. Su Historia de la Guerra de la Península (en inglés, History of the War in the Peninsula) es un clásico en el Reino Unido.

## Biografía
Hijo del coronel George Napier, tuvo dos hermanos también militares : Charles James Napier (1782-1853) y George Thomas Napier (1784-1855).
Participó bajo las órdenes de los generales John Moore y Arthur Wellesley de Wellington en todas las campañas contra Napoleón Bonaparte durante la Guerra de la Independencia Española.

## Acerca de su obra
Guy Debord en una carta fechada de 1979 al editor Gérard Lebovici explica : "Me parece que el libro de Napier es el mejor libro de historia que he leído sobre una guerra larga, dejando naturalmente Tucídides fuera de concurso : mucho mejor, por ejemplo, que La Guerra de Siete Años de Jomini. La estrategia y la política están tratadas de forma conjunta, además con un soberbio retrato de España que confirma todo lo que los mejores especialistas han dicho desde entonces. Este libro, tan famoso en Inglaterra, me parece ser el origen de ese interés de muchos ingleses de nuestro siglo por los asuntos españoles ; además, es claramente el modelo que siguió T.E. Lawrence para contar en Los Siete Pilares su propia guerra de la península arábiga."